# إبرهارد الأول (دوق فورتمبيرغ)
إبرهاد الأول دوق فورتمبيرغ (بالألمانية: Eberhard I) وُلِد في أوراخ 11 ديسمبر 1445 و توفي في توبنغن 24 فبراير 1496. كان يعرف منذ عام 1457  بجراف إبرهارد الخامس لمنطقة فورتمبيرغ - أوراخ، و منذ 1482 أصبحت منطقة فورتمبيرغ- شتوتغرات تخضع أيضا لحكمه. تغير لقبه عام 1495 ليصبح أول دوق لفورتمبيرغ و تيك، كان يعرف أيضا بلقب إبرهارد الملتحي (بالألمانية:  Eberhard im Bart).

## حياته
إبرهارد الأول هو أحد أبناء الكونت لودفيك الثاني حاكم منطقة فورتمبيرغ- أوراخ و زوجته ميشتيلد أميرة بلاتينيت. تتلمذ إبرهارد على يد العديد من رجال الدين، لكن أبرزهم و أكثرهم تأثيرا على توجهه الفكري كان يوهانِّس ناوكليروس.
بعد وفاة والده عن عمر يناهز 38 عامًا نتيجة إصابته بالطاعون عام 1450، أصبح شقيقه الذي يكبره بست سنوات هو الكونت لودفيج الثاني لمنطقة فورتمبيرغ-أوراش ، لكنه توفي عام 1457 بعمر الثامنة عشر. وهكذا حصل إبرهارد، الذي كان ما يزال قاصراً آن ذاك، على اللقب و تولى الحكم.
انتقل إبرهارد إلى قلعة أوراخ بعد توليه الحكم ، وهي قلعة محاطة بخندق مائي تقع على الطرف الشرقي من منطقة نفوذه، أقام فيها والديه أيضا قبل وفاته. كانت تلك المدينة الصغيرة مقرًا لخط أوراخ لمدة أربعة عقود ولذلك بُنيت فيها العديد من المبانٍ الجديدة خلال فترة إقامة الجراف إبرهارد فيها، مثل كنيسة القديس أماندوس التي بُنيت عام 1478 والمستشفى الذي بُني عام 1480 كمؤسسات للرعاية الاجتماعية . تولى عملية بناء تلك المنشئات الجديدة التي أمر إبرهارد بإقامتها كل من المعماري بيتر فون كوبلنز والنجار هاينز فون تزفايبروك ، اللذان شكلا صناعة البناء في المنطقة منذ العام 1470. قام إيبرهارد في وقت لاحق بنقل مقر إقامته إلى شتوتغارت ومن عام 1483 حكم فورتمبيرغ المُعاد توحيدها من هناك.

في الفترة الواقع بين شهر مايو و نوفمبر من العام 1468 ، قام الكونت إبرهارد برحلة حج إلى القدس ، حيث حصل هو ورفاقه الأربعة والعشرون على وسام فارس في كنيسة القيامة في 12 يوليو 1468.  أثناء رحلة الحج تلك نذر إبرهارد أنه لن يُقدم على قص لحيته في المستقبل ما كان سببا في حصوله على لقب إبرهارد الملتحي.